# Svampbob Fyrkant – Filmen
SvampBob Fyrkant - Filmen är en amerikansk animerad film från 2004 som bygger på TV-serien med samma namn.

## Handling
Filmen handlar om en fyrkantig tvättsvamp som heter Svampbob Fyrkant, som med hjälp av sin bästa kompis Patrik ska bege sig till Skalstaden (Shell City) för att hämta Kung Neptunus krona som blev stulen av Herr Krabbas ärkefiende Plankton. Plankton har dock fått Kung Neptunus att tro att det var Herr Krabba som stal kronan, vilket ställer till problem för Svampbob och Patrik.

## Röster (originalversion)
- Tom Kenny - SpongeBob SquarePants/Narrator/Gary/Clay
- Clancy Brown - Mr. Eugene H. Krabs
- Rodger Bumpass - Squidward Tentacles/Fish #4
- Bill Fagerbakke - Patrick Star
- Carolyn Lawrence - Sandy Cheeks
- Mr. Lawrence - Sheldon J. Plankton/Fish #7
- Mary Jo Catlett - Mrs. Puff
- Lori Alan - Pearl
- Jill Talley - Karen the Computer/Old Lady
- Jeffrey Tambor - King Neptune
- Alec Baldwin - Dennis
- Scarlett Johansson - Mindy

## Röster (svensk version)
- Kim Sulocki - Svampbob Fyrkant
- Tommy Nilsson - Patrik Stjärna
- Tommy Blom - Herr Krabba
- Joakim Jennefors - Bläckvard/ Polis/ Tossig Toker/ Sångare/ Förfärad fisk/ Tuffing 2/ Pirat 2/ Man 1/ Man 2
- Mattias Knave - Berättare/ Plankton/ Telefonröst
- Pernilla Wahlgren - Sandy/ Karin/ Fru Puff/ Pearl
- Steve Kratz - Kung Neptunus/ Pirat 1
- Claudia Galli - Mindy
- Hasse Jonsson - Dennis/ Nils/ Gary/ David Hasselhoff/ Jollepirat
- Peter Sjöquist - Bensinmacksgubbe 1/ Siamesiska tvillingar/ Junker/ Tossig Toker-bartender/ Fisk 3/ Fisk 5/ Fisk 6/ Hinkskallefisk 2/ Kapten
- Dick Eriksson - Bensinmacksgubbe 2/ Karp Karlsson/ Fisk 1/ Fjättrad Fisk/ Hinkskallefisk 1/ Utkikspirat
- Per Sandborgh - Victor
- Adam Alsing - Konferencier
- Annelie Berg Bhagavan - Gammal Kvinna
- Gunnar Ernblad - Råskinn/ Fisk 2/ Skurkröst/ Tuffing 1
- Annica Smedius - Fisk 4/ Kvinnoröst/ Bioarbetare
- Gry Forssell - Fiskkvinna

## Svenska premiärdatum
- Biopremiär: 26 juni 2005.
- DVD-premiär: 28 september 2005.

## Uppföljare
- Svampbob Fyrkant: Äventyr på torra land (2015)